# Stora Trangölen
Stora Trangölen är en sjö i Ydre kommun i Östergötland och ingår i Motala ströms huvudavrinningsområde. Stora Trangölen ligger i Trangölamyren (Östgötadelen) Natura 2000-område.